# Cassipourea adamauensis
Espèce
Cassipourea adamauensis Jacq.-Fél. est une espèce de plantes à fleurs de la famille des Rhizophoraceae et du genre Cassipourea. C'est un arbre endémique du Cameroun observée dans le plateau de l'Adamaoua, auquel elle doit son épithète spécifique adamauensis. Un spécimen a été collecté au Mont Ha (Ngaou Ha).